# Bomber (Il Pagante)
Bomber è un singolo del gruppo musicale italiano Il Pagante, pubblicato il 10 giugno 2016 ed estratto dall'album in studio Entro in pass.

## Il brano
La canzone è dedicata ad Euro 2016 e nel video del brano sono presenti Pierluigi Pardo e Stefano De Grandis.
Nel video della canzone appaiono Pierluigi Pardo, Stefano De Grandis, Roberto Marchesi e Paola Di Benedetto.